# Hypolimnas yokoojii
Hypolimnas yokoojii är en fjärilsart som beskrevs av Shuhei Nomura 1937. Hypolimnas yokoojii ingår i släktet Hypolimnas och familjen praktfjärilar. Inga underarter finns listade i Catalogue of Life.